# Xylococcus bicolor

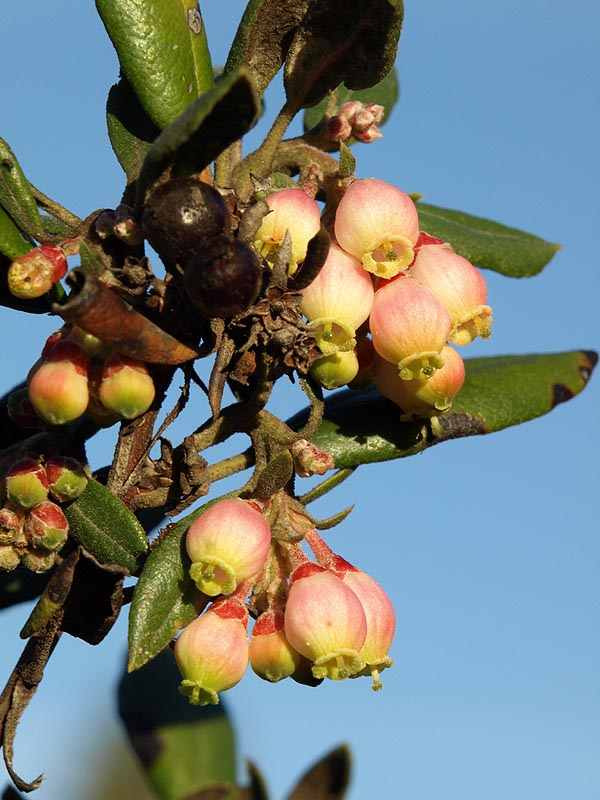
Hình ảnh của Xylococcus bicolor

Xylococcus bicolor là tên của một loài cây thuộc họ Thạch nam. Hiện tại, loài này là loài duy nhất nằm trong chi Xylococcus. Trước đây, người ta xếp nó nằm trong chi Arctostaphylos.

## Phân bố
Loài cây này là loài bản địa trong một khu vực có diện tích không lớn là dãy Peninsular ở Miền Nam California, vùng ven biển phía tây nước Mỹ ở California, phía bắc bang Baja California (Mexico), vùng ven biển tây bắc của bang Baja Califonia và trên đảo Santa Catalina, California. Chúng sống chủ yếu là ở quận San Diego, California và bang Baja Califonia.

## Mô tả
Chúng là loại cây bụi mọc chậm giống với các loài thuộc chi trước đó của nó. Nó thẳng đứng, thường là có nhiều thân. Khi trường thành, chúng có thể cao đến 5 mét và tán cây có bán kính là 1,5 mét. Lá thì thuôn dài, màu xanh đậm và bóng ở mặt trên, nhưng trừ phần gần cuống lá thì có màu nhạt hơn. Dựa vào độ tròn của lá ta sẽ biết được cây ấy bao nhiêu tuổi. Vỏ chúng mềm, màu xám đỏ.
Hoa xuất hiện vào tháng 12 đến tháng 2, tùy thuộc vào lượng mưa. Nó có màu từ trắng đến hồng, điểm cuối của hoa có màu hơi vàng, dài 0,8 đến 1 cm, rũ xuống mặt đất giống như chuông. Hoa mọc ra ở gần cuối nhánh.
Quả thì có màu đỏ đậm đến gần như là màu đen, bóng loáng, có bán kính 0,35 cm, ít thịt và gần như nó là một hạt giống.